# Mistrovství Evropy v basketbalu žen 2013
34. mistrovství Evropy v basketbalu žen proběhlo ve dnech 15. – 30. června ve Francii v městech Lille, Orchies, Trélazé,
Mouilleron-le-Captif a Vannes.
Turnaje se zúčastnilo 16 týmů, rozdělených do čtyř čtyřčlenných skupin. První tři družstva postoupila do dvou osmifinálových skupin z nichž nejlepší čtyři družstva se kvalifikovala do Play off. Titul mistra Evropy získal tým Španělska.

## Pořadatelská města
| Město                | Aréna                           | Kapacita |
| -------------------- | ------------------------------- | -------- |
| Lille                | Palais des sports Saint-Sauveur | 1,850    |
| Mouilleron-le-Captif | Vendéspace                      | 4,000    |
| Orchies              | Pévèle Arena                    | 5,000    |
| Trélazé              | Arena Loire                     | 5,000    |
| Vannes               | Complexe sportif du Kercado     | 1,700    |

## Výsledky a tabulky

### Základní skupiny

#### Skupina A
|    |            | TUR   | MNG   | SVK   | UKR   | V | P | Skóre   | B |
| 1. | Turecko    | ***   | 66:57 | 66:48 | 78:52 | 3 | 0 | 210:157 | 6 |
| 2. | Černá Hora | 57:66 | ***   | 77:63 | 72:60 | 2 | 1 | 206:189 | 5 |
| 3. | Slovensko  | 48:66 | 63:77 | ***   | 75:68 | 1 | 2 | 186:211 | 4 |
| 4. | Ukrajina   | 52:78 | 60:72 | 68:75 | ***   | 0 | 3 | 180:225 | 3 |

| 15. června 2013 12:30 | Report | Černá Hora                                      | 77 – 63 | Slovensko                   |  | Complexe sportif du Kercado, Vannes Počet diváků: 1 000 Rozhodčí: Ingus Baumanis (LAT), Fabiana Martinescu (ROU), Aliaksandr Syrytsa (BLR) |
| 15. června 2013 12:30 | Report | Skóre po čtvrtinách: 14:18, 19:17, 26:17, 18:11 |         |                             |  | Complexe sportif du Kercado, Vannes Počet diváků: 1 000 Rozhodčí: Ingus Baumanis (LAT), Fabiana Martinescu (ROU), Aliaksandr Syrytsa (BLR) |
| 15. června 2013 12:30 | Report | Dubljevičová 20                                 | Body    | Tetemondová, Vyňuchalová 13 |  | Complexe sportif du Kercado, Vannes Počet diváků: 1 000 Rozhodčí: Ingus Baumanis (LAT), Fabiana Martinescu (ROU), Aliaksandr Syrytsa (BLR) |
| 15. června 2013 12:30 | Report | Dubljevičová 8                                  | Dosk.   | Vyňuchalová 7               |  | Complexe sportif du Kercado, Vannes Počet diváků: 1 000 Rozhodčí: Ingus Baumanis (LAT), Fabiana Martinescu (ROU), Aliaksandr Syrytsa (BLR) |
| 15. června 2013 12:30 | Report | Dubljevičová, Perovanovičová 4                  | Asist.  | Kubatová 5                  |  | Complexe sportif du Kercado, Vannes Počet diváků: 1 000 Rozhodčí: Ingus Baumanis (LAT), Fabiana Martinescu (ROU), Aliaksandr Syrytsa (BLR) |

| 15. června 2013 18:30 | Report | Ukrajina                                       | 52 – 78 | Turecko          |  | Complexe sportif du Kercado, Vannes Počet diváků: 1 450 Rozhodčí: Aleksandar Glišič (SRB), Ilona Kučerová (CZE), Carole Delauné (FRA) |
| 15. června 2013 18:30 | Report | Skóre po čtvrtinách: 11:24, 21:16, 8:22, 12:16 |         |                  |  | Complexe sportif du Kercado, Vannes Počet diváků: 1 450 Rozhodčí: Aleksandar Glišič (SRB), Ilona Kučerová (CZE), Carole Delauné (FRA) |
| 15. června 2013 18:30 | Report | Kurašova, Mirchevová 8                         | Body    | Hollingsworth 15 |  | Complexe sportif du Kercado, Vannes Počet diváků: 1 450 Rozhodčí: Aleksandar Glišič (SRB), Ilona Kučerová (CZE), Carole Delauné (FRA) |
| 15. června 2013 18:30 | Report | Ogorodniková 8                                 | Dosk.   | Çağlar 7         |  | Complexe sportif du Kercado, Vannes Počet diváků: 1 450 Rozhodčí: Aleksandar Glišič (SRB), Ilona Kučerová (CZE), Carole Delauné (FRA) |
| 15. června 2013 18:30 | Report | Dubrovinová, Kochubeiová 4                     | Asist.  | Alben 7          |  | Complexe sportif du Kercado, Vannes Počet diváků: 1 450 Rozhodčí: Aleksandar Glišič (SRB), Ilona Kučerová (CZE), Carole Delauné (FRA) |

| 16. června 2013 12:30 | Report | Slovensko                                      | 75 – 68 | Ukrajina      |  | Complexe sportif du Kercado, Vannes Počet diváků: 550 Rozhodčí: Haydn Jones (WAL), Aleksandar Glišič (SRB), Tomislav Hordov (CRO) |
| 16. června 2013 12:30 | Report | Skóre po čtvrtinách: 20:28, 24:9, 17:14, 14:17 |         |               |  | Complexe sportif du Kercado, Vannes Počet diváků: 550 Rozhodčí: Haydn Jones (WAL), Aleksandar Glišič (SRB), Tomislav Hordov (CRO) |
| 16. června 2013 12:30 | Report | Lukačovičová 23                                | Body    | Iagupová 17   |  | Complexe sportif du Kercado, Vannes Počet diváků: 550 Rozhodčí: Haydn Jones (WAL), Aleksandar Glišič (SRB), Tomislav Hordov (CRO) |
| 16. června 2013 12:30 | Report | Lukačovičová 9                                 | Dosk.   | Mirchevová 7  |  | Complexe sportif du Kercado, Vannes Počet diváků: 550 Rozhodčí: Haydn Jones (WAL), Aleksandar Glišič (SRB), Tomislav Hordov (CRO) |
| 16. června 2013 12:30 | Report | Sujová 7                                       | Asist.  | Dubrovinová 4 |  | Complexe sportif du Kercado, Vannes Počet diváků: 550 Rozhodčí: Haydn Jones (WAL), Aleksandar Glišič (SRB), Tomislav Hordov (CRO) |

| 16. června 2013 15:00 | Report | Turecko                                        | 66 – 57 | Černá Hora                     |  | Complexe sportif du Kercado, Vannes Počet diváků: 1 039 Rozhodčí: Nicolas Maestre (FRA), Maka Kupatadze (GEO), Nikolaos Somos (GRE) |
| 16. června 2013 15:00 | Report | Skóre po čtvrtinách: 12:21, 17:7, 18:10, 19:19 |         |                                |  | Complexe sportif du Kercado, Vannes Počet diváků: 1 039 Rozhodčí: Nicolas Maestre (FRA), Maka Kupatadze (GEO), Nikolaos Somos (GRE) |
| 16. června 2013 15:00 | Report | Tunçluer, Palazoğlu 12                         | Body    | Perovanovičová 17              |  | Complexe sportif du Kercado, Vannes Počet diváků: 1 039 Rozhodčí: Nicolas Maestre (FRA), Maka Kupatadze (GEO), Nikolaos Somos (GRE) |
| 16. června 2013 15:00 | Report | Hollingsworth 7                                | Dosk.   | Perovanovičová, Dubljevičová 8 |  | Complexe sportif du Kercado, Vannes Počet diváků: 1 039 Rozhodčí: Nicolas Maestre (FRA), Maka Kupatadze (GEO), Nikolaos Somos (GRE) |
| 16. června 2013 15:00 | Report | Vardarlı 7                                     | Asist.  | Škerovičová 9                  |  | Complexe sportif du Kercado, Vannes Počet diváků: 1 039 Rozhodčí: Nicolas Maestre (FRA), Maka Kupatadze (GEO), Nikolaos Somos (GRE) |

| 17. června 2013 12:30 | Report | Černá Hora                                      | 72 – 60 | Ukrajina       |  | Complexe sportif du Kercado, Vannes Počet diváků: 800 Rozhodčí: Jasmina Jurášová (SRB), Gintaras Vitkauskas (LTU), Antonis Demetriou (CYP) |
| 17. června 2013 12:30 | Report | Skóre po čtvrtinách: 16:19, 15:11, 22:13, 19:17 |         |                |  | Complexe sportif du Kercado, Vannes Počet diváků: 800 Rozhodčí: Jasmina Jurášová (SRB), Gintaras Vitkauskas (LTU), Antonis Demetriou (CYP) |
| 17. června 2013 12:30 | Report | Dubljeviová 29                                  | Body    | Iagupová 21    |  | Complexe sportif du Kercado, Vannes Počet diváků: 800 Rozhodčí: Jasmina Jurášová (SRB), Gintaras Vitkauskas (LTU), Antonis Demetriou (CYP) |
| 17. června 2013 12:30 | Report | Dubljeviová 6                                   | Dosk.   | Kurašová 7     |  | Complexe sportif du Kercado, Vannes Počet diváků: 800 Rozhodčí: Jasmina Jurášová (SRB), Gintaras Vitkauskas (LTU), Antonis Demetriou (CYP) |
| 17. června 2013 12:30 | Report | Dubljeviová 4                                   | Asist.  | Ogorodniková 4 |  | Complexe sportif du Kercado, Vannes Počet diváků: 800 Rozhodčí: Jasmina Jurášová (SRB), Gintaras Vitkauskas (LTU), Antonis Demetriou (CYP) |

| 17. června 2013 15:00 | Report | Turecko                                        | 66 – 48 | Slovensko     |  | Complexe sportif du Kercado, Vannes Počet diváků: 783 Rozhodčí: Carole Delauné (FRA), Haydn Jones (WAL), Ilona Kučerová (CZE) |
| 17. června 2013 15:00 | Report | Skóre po čtvrtinách: 12:12, 20:8, 19:18, 15:10 |         |               |  | Complexe sportif du Kercado, Vannes Počet diváků: 783 Rozhodčí: Carole Delauné (FRA), Haydn Jones (WAL), Ilona Kučerová (CZE) |
| 17. června 2013 15:00 | Report | Palazoğlu 12                                   | Body    | Jurčenková 10 |  | Complexe sportif du Kercado, Vannes Počet diváků: 783 Rozhodčí: Carole Delauné (FRA), Haydn Jones (WAL), Ilona Kučerová (CZE) |
| 17. června 2013 15:00 | Report | Canıtez, Hollingsworth 7                       | Dosk.   | Jurčenková 9  |  | Complexe sportif du Kercado, Vannes Počet diváků: 783 Rozhodčí: Carole Delauné (FRA), Haydn Jones (WAL), Ilona Kučerová (CZE) |
| 17. června 2013 15:00 | Report | Alben, Vardarlı 5                              | Asist.  | Bresániková 3 |  | Complexe sportif du Kercado, Vannes Počet diváků: 783 Rozhodčí: Carole Delauné (FRA), Haydn Jones (WAL), Ilona Kučerová (CZE) |

#### Skupina B
|    |           | ESP   | SWE   | ITA   | RUS   | V | P | Skóre   | B |
| 1. | Španělsko | ***   | 73:49 | 71:59 | 77:72 | 3 | 0 | 221:180 | 6 |
| 2. | Švédsko   | 49:73 | ***   | 63:64 | 68:57 | 1 | 2 | 180:194 | 4 |
| 3. | Itálie    | 59:71 | 64:63 | ***   | 66:72 | 1 | 2 | 189:206 | 4 |
| 4. | Rusko     | 72:77 | 57:68 | 72:66 | ***   | 1 | 2 | 201:211 | 4 |

| 15. června 2013 15:00 | Report | Švédsko                                         | 63 – 64 | Itálie    |  | Complexe sportif du Kercado, Vannes Počet diváků: 1 186 Rozhodčí: Haydn Jones (WAL), Antonis Demetriou (CYP), Tomislav Hordov (CRO) |
| 15. června 2013 15:00 | Report | Skóre po čtvrtinách: 13:12, 17:19, 19:20, 14:13 |         |           |  | Complexe sportif du Kercado, Vannes Počet diváků: 1 186 Rozhodčí: Haydn Jones (WAL), Antonis Demetriou (CYP), Tomislav Hordov (CRO) |
| 15. června 2013 15:00 | Report | F. Eldebrinková 23                              | Body    | Ress 18   |  | Complexe sportif du Kercado, Vannes Počet diváků: 1 186 Rozhodčí: Haydn Jones (WAL), Antonis Demetriou (CYP), Tomislav Hordov (CRO) |
| 15. června 2013 15:00 | Report | F. Eldebrinková 8                               | Dosk.   | Ress 14   |  | Complexe sportif du Kercado, Vannes Počet diváků: 1 186 Rozhodčí: Haydn Jones (WAL), Antonis Demetriou (CYP), Tomislav Hordov (CRO) |
| 15. června 2013 15:00 | Report | F. Eldebrinková 4                               | Asist.  | Sottana 3 |  | Complexe sportif du Kercado, Vannes Počet diváků: 1 186 Rozhodčí: Haydn Jones (WAL), Antonis Demetriou (CYP), Tomislav Hordov (CRO) |

| 15. června 2013 21:00 | Report | Španělsko                                       | 77 – 72 | Rusko                      |  | Complexe sportif du Kercado, Vannes Počet diváků: 1 466 Rozhodčí: Jasmina Jurášová (SRB), Nikolaos Somos (GRE), Nicolas Maestre (FRA) |
| 15. června 2013 21:00 | Report | Skóre po čtvrtinách: 21:18, 17:11, 21:19, 18:24 |         |                            |  | Complexe sportif du Kercado, Vannes Počet diváků: 1 466 Rozhodčí: Jasmina Jurášová (SRB), Nikolaos Somos (GRE), Nicolas Maestre (FRA) |
| 15. června 2013 21:00 | Report | Torrensová 30                                   | Body    | Petrakovová 18             |  | Complexe sportif du Kercado, Vannes Počet diváků: 1 466 Rozhodčí: Jasmina Jurášová (SRB), Nikolaos Somos (GRE), Nicolas Maestre (FRA) |
| 15. června 2013 21:00 | Report | Lyttle 8                                        | Dosk.   | Osipovová 9                |  | Complexe sportif du Kercado, Vannes Počet diváků: 1 466 Rozhodčí: Jasmina Jurášová (SRB), Nikolaos Somos (GRE), Nicolas Maestre (FRA) |
| 15. června 2013 21:00 | Report | Palauová 4                                      | Asist.  | Beljakovová, Petrakovová 3 |  | Complexe sportif du Kercado, Vannes Počet diváků: 1 466 Rozhodčí: Jasmina Jurášová (SRB), Nikolaos Somos (GRE), Nicolas Maestre (FRA) |

| 16. června 2013 18:30 | Report | Itálie                                          | 59 – 71 | Španělsko   |  | Complexe sportif du Kercado, Vannes Počet diváků: 1 300 Rozhodčí: Jasmina Jurášová (SRB), Fabiana Martinescu (ROU), Ilona Kučerová (CZE) |
| 16. června 2013 18:30 | Report | Skóre po čtvrtinách: 13:15, 10:22, 17:16, 19:18 |         |             |  | Complexe sportif du Kercado, Vannes Počet diváků: 1 300 Rozhodčí: Jasmina Jurášová (SRB), Fabiana Martinescu (ROU), Ilona Kučerová (CZE) |
| 16. června 2013 18:30 | Report | Sottana 13                                      | Body    | Lyttle 19   |  | Complexe sportif du Kercado, Vannes Počet diváků: 1 300 Rozhodčí: Jasmina Jurášová (SRB), Fabiana Martinescu (ROU), Ilona Kučerová (CZE) |
| 16. června 2013 18:30 | Report | Gorini 5                                        | Dosk.   | Lyttle 13   |  | Complexe sportif du Kercado, Vannes Počet diváků: 1 300 Rozhodčí: Jasmina Jurášová (SRB), Fabiana Martinescu (ROU), Ilona Kučerová (CZE) |
| 16. června 2013 18:30 | Report | Dotto, Gatti 4                                  | Asist.  | Dominguez 4 |  | Complexe sportif du Kercado, Vannes Počet diváků: 1 300 Rozhodčí: Jasmina Jurášová (SRB), Fabiana Martinescu (ROU), Ilona Kučerová (CZE) |

| 16. června 2013 21:00 | Report | Rusko                                          | 57 – 68 | Švédsko       |  | Complexe sportif du Kercado, Vannes Počet diváků: 1 226 Rozhodčí: Ingus Baumanis (LAT), Carole Delauné (FRA), Aliaksandr Syrytsa (BLR) |
| 16. června 2013 21:00 | Report | Skóre po čtvrtinách: 18:14, 16:18, 7:19, 16:17 |         |               |  | Complexe sportif du Kercado, Vannes Počet diváků: 1 226 Rozhodčí: Ingus Baumanis (LAT), Carole Delauné (FRA), Aliaksandr Syrytsa (BLR) |
| 16. června 2013 21:00 | Report | Prince 16                                      | Body    | Key 14        |  | Complexe sportif du Kercado, Vannes Počet diváků: 1 226 Rozhodčí: Ingus Baumanis (LAT), Carole Delauné (FRA), Aliaksandr Syrytsa (BLR) |
| 16. června 2013 21:00 | Report | Griševová 8                                    | Dosk.   | Halvarsson 10 |  | Complexe sportif du Kercado, Vannes Počet diváků: 1 226 Rozhodčí: Ingus Baumanis (LAT), Carole Delauné (FRA), Aliaksandr Syrytsa (BLR) |
| 16. června 2013 21:00 | Report | Beljakovová, Prince 3                          | Asist.  | 4 hráči 3     |  | Complexe sportif du Kercado, Vannes Počet diváků: 1 226 Rozhodčí: Ingus Baumanis (LAT), Carole Delauné (FRA), Aliaksandr Syrytsa (BLR) |

| 17. června 2013 18:30 | Report | Rusko                                           | 72 – 66 | Itálie            |  | Complexe sportif du Kercado, Vannes Počet diváků: 1 700 Rozhodčí: Ingus Baumanis (LAT), Tomislav Hordov (CRO), Fabiana Martinescu (ROU) |
| 17. června 2013 18:30 | Report | Skóre po čtvrtinách: 20:11, 15:19, 12:16, 25:20 |         |                   |  | Complexe sportif du Kercado, Vannes Počet diváků: 1 700 Rozhodčí: Ingus Baumanis (LAT), Tomislav Hordov (CRO), Fabiana Martinescu (ROU) |
| 17. června 2013 18:30 | Report | Kuzinová 15                                     | Body    | Sottana 21        |  | Complexe sportif du Kercado, Vannes Počet diváků: 1 700 Rozhodčí: Ingus Baumanis (LAT), Tomislav Hordov (CRO), Fabiana Martinescu (ROU) |
| 17. června 2013 18:30 | Report | Prince 8                                        | Dosk.   | Masciadri, Ress 5 |  | Complexe sportif du Kercado, Vannes Počet diváků: 1 700 Rozhodčí: Ingus Baumanis (LAT), Tomislav Hordov (CRO), Fabiana Martinescu (ROU) |
| 17. června 2013 18:30 | Report | 4 hráči 3                                       | Asist.  | Sottana 3         |  | Complexe sportif du Kercado, Vannes Počet diváků: 1 700 Rozhodčí: Ingus Baumanis (LAT), Tomislav Hordov (CRO), Fabiana Martinescu (ROU) |

| 17. června 2013 21:00 | Report | Švédsko                                        | 49 – 73 | Španělsko  |  | Complexe sportif du Kercado, Vannes Počet diváků: 1 186 Rozhodčí: Aleksandar Glisic (SRB), Nicolas Maestre (FRA), Maka Kupatadze (GEO) |
| 17. června 2013 21:00 | Report | Skóre po čtvrtinách: 16:12, 14:18, 10:19, 9:24 |         |            |  | Complexe sportif du Kercado, Vannes Počet diváků: 1 186 Rozhodčí: Aleksandar Glisic (SRB), Nicolas Maestre (FRA), Maka Kupatadze (GEO) |
| 17. června 2013 21:00 | Report | F. Eldebrinková 10                             | Body    | Lyttle 17  |  | Complexe sportif du Kercado, Vannes Počet diváků: 1 186 Rozhodčí: Aleksandar Glisic (SRB), Nicolas Maestre (FRA), Maka Kupatadze (GEO) |
| 17. června 2013 21:00 | Report | Barthold 7                                     | Dosk.   | Lyttle 14  |  | Complexe sportif du Kercado, Vannes Počet diváků: 1 186 Rozhodčí: Aleksandar Glisic (SRB), Nicolas Maestre (FRA), Maka Kupatadze (GEO) |
| 17. června 2013 21:00 | Report | F. Eldebrinková, Barthold 2                    | Asist.  | Palauová 5 |  | Complexe sportif du Kercado, Vannes Počet diváků: 1 186 Rozhodčí: Aleksandar Glisic (SRB), Nicolas Maestre (FRA), Maka Kupatadze (GEO) |

#### Skupina C
|    |                | FRA   | GBR   | SER   | LAT   | V | P | Skóre   | B |
| 1. | Francie        | ***   | 79:47 | 76:32 | 62:39 | 3 | 0 | 217:118 | 6 |
| 2. | Velká Británie | 47:79 | ***   | 74:68 | 69:56 | 2 | 1 | 192:203 | 5 |
| 3. | Srbsko         | 32:76 | 68:74 | ***   | 62:56 | 1 | 2 | 162:208 | 4 |
| 4. | Lotyšsko       | 39:62 | 56:69 | 56:62 | ***   | 0 | 3 | 151:193 | 3 |

| 15. června 2013 12:30 | Report | Srbsko                                         | 68 – 74 | Velká Británie    |  | Arena Loire, Trélazé Počet diváků: 4 100 Rozhodčí: Borys Shulga (UKR), Aare Halliko (EST), Karolina Anderssonová (FIN) |
| 15. června 2013 12:30 | Report | Skóre po čtvrtinách: 13:18, 25:23, 21:11, 9:24 |         |                   |  | Arena Loire, Trélazé Počet diváků: 4 100 Rozhodčí: Borys Shulga (UKR), Aare Halliko (EST), Karolina Anderssonová (FIN) |
| 15. června 2013 12:30 | Report | Milovanovičová 19                              | Body    | Stewart, Gandy 13 |  | Arena Loire, Trélazé Počet diváků: 4 100 Rozhodčí: Borys Shulga (UKR), Aare Halliko (EST), Karolina Anderssonová (FIN) |
| 15. června 2013 12:30 | Report | Ajanovičová 7                                  | Dosk.   | Leedham 10        |  | Arena Loire, Trélazé Počet diváků: 4 100 Rozhodčí: Borys Shulga (UKR), Aare Halliko (EST), Karolina Anderssonová (FIN) |
| 15. června 2013 12:30 | Report | Radočajová 3                                   | Asist.  | 4 hráči 4         |  | Arena Loire, Trélazé Počet diváků: 4 100 Rozhodčí: Borys Shulga (UKR), Aare Halliko (EST), Karolina Anderssonová (FIN) |

| 15. června 2013 21:00 | Report | Lotyšsko                                     | 39 – 62 | Francie     |  | Arena Loire, Trélazé Počet diváků: 5 300 Rozhodčí: Ognjen Jokič (MNE), Moritz Reiter (GER), Ilya Putěnko (RUS) |
| 15. června 2013 21:00 | Report | Skóre po čtvrtinách: 7:15, 7:18, 19:17, 6:12 |         |             |  | Arena Loire, Trélazé Počet diváků: 5 300 Rozhodčí: Ognjen Jokič (MNE), Moritz Reiter (GER), Ilya Putěnko (RUS) |
| 15. června 2013 21:00 | Report | Babkina 11                                   | Body    | Yacoubou 17 |  | Arena Loire, Trélazé Počet diváků: 5 300 Rozhodčí: Ognjen Jokič (MNE), Moritz Reiter (GER), Ilya Putěnko (RUS) |
| 15. června 2013 21:00 | Report | 3 hráči 4                                    | Dosk.   | Grudaová 6  |  | Arena Loire, Trélazé Počet diváků: 5 300 Rozhodčí: Ognjen Jokič (MNE), Moritz Reiter (GER), Ilya Putěnko (RUS) |
| 15. června 2013 21:00 | Report | Brumermane 2                                 | Asist.  | Dumercová 3 |  | Arena Loire, Trélazé Počet diváků: 5 300 Rozhodčí: Ognjen Jokič (MNE), Moritz Reiter (GER), Ilya Putěnko (RUS) |

| 16. června 2013 15:00 | Report | Velká Británie                                  | 69 – 56 | Lotyšsko     |  | Arena Loire, Trélazé Počet diváků: 2 628 Rozhodčí: Emilio Perez (ESP), Asa Johansson (SWE), Piotr Pastusiak (POL) |
| 16. června 2013 15:00 | Report | Skóre po čtvrtinách: 16:10, 16:14, 16:19, 21:13 |         |              |  | Arena Loire, Trélazé Počet diváků: 2 628 Rozhodčí: Emilio Perez (ESP), Asa Johansson (SWE), Piotr Pastusiak (POL) |
| 16. června 2013 15:00 | Report | Butler, Leedham 14                              | Body    | Krastiņa 12  |  | Arena Loire, Trélazé Počet diváků: 2 628 Rozhodčí: Emilio Perez (ESP), Asa Johansson (SWE), Piotr Pastusiak (POL) |
| 16. června 2013 15:00 | Report | Butler 9                                        | Dosk.   | Šteinberga 7 |  | Arena Loire, Trélazé Počet diváků: 2 628 Rozhodčí: Emilio Perez (ESP), Asa Johansson (SWE), Piotr Pastusiak (POL) |
| 16. června 2013 15:00 | Report | Collins 4                                       | Asist.  | Babkina 4    |  | Arena Loire, Trélazé Počet diváků: 2 628 Rozhodčí: Emilio Perez (ESP), Asa Johansson (SWE), Piotr Pastusiak (POL) |

| 16. června 2013 21:00 | Report | Francie                                      | 76 – 32 | Srbsko                   |  | Arena Loire, Trélazé Počet diváků: 5 100 Rozhodčí: Saverio Lanzarini (ITA), Anna Cardus (ESP), Sérgio Silva (POR) |
| 16. června 2013 21:00 | Report | Skóre po čtvrtinách: 20:8, 18:7, 17:10, 21:7 |         |                          |  | Arena Loire, Trélazé Počet diváků: 5 100 Rozhodčí: Saverio Lanzarini (ITA), Anna Cardus (ESP), Sérgio Silva (POR) |
| 16. června 2013 21:00 | Report | Skrela 14                                    | Body    | Dabovičová 15            |  | Arena Loire, Trélazé Počet diváků: 5 100 Rozhodčí: Saverio Lanzarini (ITA), Anna Cardus (ESP), Sérgio Silva (POR) |
| 16. června 2013 21:00 | Report | Yacoubou 8                                   | Dosk.   | Radočajová, Krnjičová 4  |  | Arena Loire, Trélazé Počet diváků: 5 100 Rozhodčí: Saverio Lanzarini (ITA), Anna Cardus (ESP), Sérgio Silva (POR) |
| 16. června 2013 21:00 | Report | Lawson-Wade 4                                | Asist.  | Radočajová, Dabovičová 2 |  | Arena Loire, Trélazé Počet diváků: 5 100 Rozhodčí: Saverio Lanzarini (ITA), Anna Cardus (ESP), Sérgio Silva (POR) |

| 17. června 2013 15:00 |                                                 | Srbsko | 62 – 56                | Lotyšsko |  | Arena Loire, Trélazé Počet diváků: 2 014 Rozhodčí: Borys Shulga (UKR), Saverio Lanzarini (ITA), Özlem Yalman (TUR) |
| 17. června 2013 15:00 | Skóre po čtvrtinách: 20:14, 11:10, 12:12, 19:20 |        |                        |          |  | Arena Loire, Trélazé Počet diváků: 2 014 Rozhodčí: Borys Shulga (UKR), Saverio Lanzarini (ITA), Özlem Yalman (TUR) |
| 17. června 2013 15:00 | Milovanovičová 15                               | Body   | Karklina 17            |          |  | Arena Loire, Trélazé Počet diváků: 2 014 Rozhodčí: Borys Shulga (UKR), Saverio Lanzarini (ITA), Özlem Yalman (TUR) |
| 17. června 2013 15:00 | Matičová 8                                      | Dosk.  | Karklina, Steinberga 8 |          |  | Arena Loire, Trélazé Počet diváků: 2 014 Rozhodčí: Borys Shulga (UKR), Saverio Lanzarini (ITA), Özlem Yalman (TUR) |
| 17. června 2013 15:00 | Radočajová 3                                    | Asist. | Babkina 2              |          |  | Arena Loire, Trélazé Počet diváků: 2 014 Rozhodčí: Borys Shulga (UKR), Saverio Lanzarini (ITA), Özlem Yalman (TUR) |

| 17. června 2013 21:00 | Report | Francie                                       | 79 – 47 | Velká Británie  |  | Arena Loire, Trélazé Počet diváků: 5 400 Rozhodčí: Aare Halliko (EST), Piotr Pastusiak (POL), Zdenko Zubák (SVK) |
| 17. června 2013 21:00 | Report | Skóre po čtvrtinách: 22:16, 11:6, 23:17, 23:8 |         |                 |  | Arena Loire, Trélazé Počet diváků: 5 400 Rozhodčí: Aare Halliko (EST), Piotr Pastusiak (POL), Zdenko Zubák (SVK) |
| 17. června 2013 21:00 | Report | Yacoubou, Ayayi 11                            | Body    | Leedham 13      |  | Arena Loire, Trélazé Počet diváků: 5 400 Rozhodčí: Aare Halliko (EST), Piotr Pastusiak (POL), Zdenko Zubák (SVK) |
| 17. června 2013 21:00 | Report | Yacoubou, Grudaová 9                          | Dosk.   | Butler, Allen 8 |  | Arena Loire, Trélazé Počet diváků: 5 400 Rozhodčí: Aare Halliko (EST), Piotr Pastusiak (POL), Zdenko Zubák (SVK) |
| 17. června 2013 21:00 | Report | Lawson-Wade, Dumercová 4                      | Asist.  | 5 hráčů 2       |  | Arena Loire, Trélazé Počet diváků: 5 400 Rozhodčí: Aare Halliko (EST), Piotr Pastusiak (POL), Zdenko Zubák (SVK) |

#### Skupina D
|    |            | BLR   | CZE   | CRO   | LIT   | V | P | Skóre   | B |
| 1. | Bělorusko  | ***   | 60:39 | 57:43 | 67:72 | 2 | 1 | 184:154 | 5 |
| 2. | Česko      | 39:60 | ***   | 74:68 | 70:51 | 2 | 1 | 183:179 | 5 |
| 3. | Chorvatsko | 43:57 | 68:74 | ***   | 89:77 | 1 | 2 | 200:208 | 4 |
| 4. | Litva      | 72:67 | 51:70 | 77:89 | ***   | 1 | 2 | 200:226 | 4 |

| 15. června 2013 15:00 | Report | Litva                                           | 77 – 89 | Chorvatsko      |  | Arena Loire, Trélazé Počet diváků: 4 552 Rozhodčí: Saverio Lanzarini (ITA), Anna Cardus (ESP), Piotr Pastusiak (POL) |
| 15. června 2013 15:00 | Report | Skóre po čtvrtinách: 26:22, 19:21, 19:25, 13:21 |         |                 |  | Arena Loire, Trélazé Počet diváků: 4 552 Rozhodčí: Saverio Lanzarini (ITA), Anna Cardus (ESP), Piotr Pastusiak (POL) |
| 15. června 2013 15:00 | Report | Petronytė 23                                    | Body    | Sliškovičová 19 |  | Arena Loire, Trélazé Počet diváků: 4 552 Rozhodčí: Saverio Lanzarini (ITA), Anna Cardus (ESP), Piotr Pastusiak (POL) |
| 15. června 2013 15:00 | Report | Petronytė 14                                    | Dosk.   | Ivezičová 8     |  | Arena Loire, Trélazé Počet diváků: 4 552 Rozhodčí: Saverio Lanzarini (ITA), Anna Cardus (ESP), Piotr Pastusiak (POL) |
| 15. června 2013 15:00 | Report | Visgaudaite, Petronytė 4                        | Asist.  | Ciglarová 6     |  | Arena Loire, Trélazé Počet diváků: 4 552 Rozhodčí: Saverio Lanzarini (ITA), Anna Cardus (ESP), Piotr Pastusiak (POL) |

| 15. června 2013 18:30 | Report | Bělorusko                                     | 60 – 39 | Česko       |  | Arena Loire, Trélazé Počet diváků: 4 728 Rozhodčí: Emilio Perez (ESP), Sérgio Silva (POR), Özlem Yalman (TUR) |
| 15. června 2013 18:30 | Report | Skóre po čtvrtinách: 18:5, 6:12, 12:12, 21:10 |         |             |  | Arena Loire, Trélazé Počet diváků: 4 728 Rozhodčí: Emilio Perez (ESP), Sérgio Silva (POR), Özlem Yalman (TUR) |
| 15. června 2013 18:30 | Report | Leuchanka 14                                  | Body    | Zrůstová 14 |  | Arena Loire, Trélazé Počet diváků: 4 728 Rozhodčí: Emilio Perez (ESP), Sérgio Silva (POR), Özlem Yalman (TUR) |
| 15. června 2013 18:30 | Report | 3 hráči 8                                     | Dosk.   | Kulichová 6 |  | Arena Loire, Trélazé Počet diváků: 4 728 Rozhodčí: Emilio Perez (ESP), Sérgio Silva (POR), Özlem Yalman (TUR) |
| 15. června 2013 18:30 | Report | Murauskaya, Likhtarovich 3                    | Asist.  | 6 hráčů 1   |  | Arena Loire, Trélazé Počet diváků: 4 728 Rozhodčí: Emilio Perez (ESP), Sérgio Silva (POR), Özlem Yalman (TUR) |

| 16. června 2013 12:30 | Report | Chorvatsko                                    | 43 – 57 | Bělorusko      |  | Arena Loire, Trélazé Počet diváků: 2 291 Rozhodčí: Aare Halliko (EST), Ognjen Jokič (MNE), Zdenko Zubák (SVK) |
| 16. června 2013 12:30 | Report | Skóre po čtvrtinách: 13:15, 15:11, 7:18, 8:13 |         |                |  | Arena Loire, Trélazé Počet diváků: 2 291 Rozhodčí: Aare Halliko (EST), Ognjen Jokič (MNE), Zdenko Zubák (SVK) |
| 16. června 2013 12:30 | Report | 3 hráči 8                                     | Body    | Leuchanka 13   |  | Arena Loire, Trélazé Počet diváků: 2 291 Rozhodčí: Aare Halliko (EST), Ognjen Jokič (MNE), Zdenko Zubák (SVK) |
| 16. června 2013 12:30 | Report | 4 hráči 4                                     | Dosk.   | Leuchanka 12   |  | Arena Loire, Trélazé Počet diváků: 2 291 Rozhodčí: Aare Halliko (EST), Ognjen Jokič (MNE), Zdenko Zubák (SVK) |
| 16. června 2013 12:30 | Report | Ivežičová, Lelas 3                            | Asist.  | Likhtarovich 4 |  | Arena Loire, Trélazé Počet diváků: 2 291 Rozhodčí: Aare Halliko (EST), Ognjen Jokič (MNE), Zdenko Zubák (SVK) |

| 16. června 2013 18:30 | Report | Česko                                         | 70 – 51 | Litva        |  | Arena Loire, Trélazé Počet diváků: 3 937 Rozhodčí: Borys Shulga (UKR), Karolina Anderssonová (FIN), Ilya Putěnko (RUS) |
| 16. června 2013 18:30 | Report | Skóre po čtvrtinách: 14:14, 25:8, 14:9, 17:20 |         |              |  | Arena Loire, Trélazé Počet diváků: 3 937 Rozhodčí: Borys Shulga (UKR), Karolina Anderssonová (FIN), Ilya Putěnko (RUS) |
| 16. června 2013 18:30 | Report | Kulichová 15                                  | Body    | Petronytė 13 |  | Arena Loire, Trélazé Počet diváků: 3 937 Rozhodčí: Borys Shulga (UKR), Karolina Anderssonová (FIN), Ilya Putěnko (RUS) |
| 16. června 2013 18:30 | Report | Kulichová 7                                   | Dosk.   | Paugaitė 7   |  | Arena Loire, Trélazé Počet diváků: 3 937 Rozhodčí: Borys Shulga (UKR), Karolina Anderssonová (FIN), Ilya Putěnko (RUS) |
| 16. června 2013 18:30 | Report | Bortelová 5                                   | Asist.  | 3 hráči 2    |  | Arena Loire, Trélazé Počet diváků: 3 937 Rozhodčí: Borys Shulga (UKR), Karolina Anderssonová (FIN), Ilya Putěnko (RUS) |

| 17. června 2013 12:30 |                                                 | Litva  | 72 – 67     | Bělorusko |  | Arena Loire, Trélazé Počet diváků: 1 311 Rozhodčí: Anna Cardus (ESP), Ognjen Jokič (MNE), Asa Johansson (SWE) |
| 17. června 2013 12:30 | Skóre po čtvrtinách: 15:14, 20:20, 16:21, 21:12 |        |             |           |  | Arena Loire, Trélazé Počet diváků: 1 311 Rozhodčí: Anna Cardus (ESP), Ognjen Jokič (MNE), Asa Johansson (SWE) |
| 17. června 2013 12:30 | Gutkauskaitė 15                                 | Body   | Tarasava 16 |           |  | Arena Loire, Trélazé Počet diváků: 1 311 Rozhodčí: Anna Cardus (ESP), Ognjen Jokič (MNE), Asa Johansson (SWE) |
| 17. června 2013 12:30 | Paugaite 9                                      | Dosk.  | Kress 7     |           |  | Arena Loire, Trélazé Počet diváků: 1 311 Rozhodčí: Anna Cardus (ESP), Ognjen Jokič (MNE), Asa Johansson (SWE) |
| 17. června 2013 12:30 | Visgaudaite, Paugaite 2                         | Asist. | Tarasava 3  |           |  | Arena Loire, Trélazé Počet diváků: 1 311 Rozhodčí: Anna Cardus (ESP), Ognjen Jokič (MNE), Asa Johansson (SWE) |

| 17. června 2013 18:30 |                                                 | Česko  | 74 – 68                   | Chorvatsko |  | Arena Loire, Trélazé Počet diváků: 5 000 Rozhodčí: Emilio Perez (ESP), Moritz Reiter (GER), Sérgio Silva (POR) |
| 17. června 2013 18:30 | Skóre po čtvrtinách: 24:20, 13:12, 21:14, 16:22 |        |                           |            |  | Arena Loire, Trélazé Počet diváků: 5 000 Rozhodčí: Emilio Perez (ESP), Moritz Reiter (GER), Sérgio Silva (POR) |
| 17. června 2013 18:30 | Hindráková 17                                   | Body   | Lelas, Sliškovičová 13    |            |  | Arena Loire, Trélazé Počet diváků: 5 000 Rozhodčí: Emilio Perez (ESP), Moritz Reiter (GER), Sérgio Silva (POR) |
| 17. června 2013 18:30 | Kulichová 10                                    | Dosk.  | Ivezičová, Sliškovičová 7 |            |  | Arena Loire, Trélazé Počet diváků: 5 000 Rozhodčí: Emilio Perez (ESP), Moritz Reiter (GER), Sérgio Silva (POR) |
| 17. června 2013 18:30 | Bortelová 5                                     | Asist. | Ciglarová 5               |            |  | Arena Loire, Trélazé Počet diváků: 5 000 Rozhodčí: Emilio Perez (ESP), Moritz Reiter (GER), Sérgio Silva (POR) |

### Osmifinále

#### Skupina A
|    |            | ESP    | TUR    | ITA    | SWE    | MNE    | SVK    | V | P | Skóre   | B  |
| 1. | Španělsko  | ***    | 61:48  | 71:59* | 73:49* | 66:50  | 80:44  | 5 | 0 | 351:250 | 10 |
| 2. | Turecko    | 48:61  | ***    | 66:46  | 72:51  | 66:57* | 66:48* | 4 | 1 | 318:263 | 8  |
| 3. | Itálie     | 59:71* | 46:66  | ***    | 64:63* | 66:60  | 58:47  | 3 | 2 | 293:307 | 8  |
| 4. | Švédsko    | 49:73* | 46:66  | 63:64* | ***    | 69:58  | 75:72  | 2 | 3 | 307:339 | 7  |
| 5. | Černá Hora | 50:66  | 57:66* | 60:66  | 58:69  | ***    | 66:48* | 1 | 4 | 302:330 | 6  |
| 6. | Slovensko  | 44:80  | 48:66* | 47:58  | 72:75  | 48:66* | ***    | 0 | 5 | 274:356 | 5  |

- S hvězdičkou = zápasy započítané ze základní skupiny.

| 20. června 2013 14:00 | Report | Slovensko                                      | 44 – 80 | Španělsko           |  | Palais des sports Saint-Sauveur, Lille Počet diváků: 1 000 Rozhodčí: Ingus Baumanis (LAT), Fabiana Martinescu (ROU), Gintaras Vitkauskas (LTU) |
| 20. června 2013 14:00 | Report | Skóre po čtvrtinách: 9:22, 13:22, 10:16, 12:20 |         |                     |  | Palais des sports Saint-Sauveur, Lille Počet diváků: 1 000 Rozhodčí: Ingus Baumanis (LAT), Fabiana Martinescu (ROU), Gintaras Vitkauskas (LTU) |
| 20. června 2013 14:00 | Report | Lukačovičová 11                                | Body    | Lyttle 18           |  | Palais des sports Saint-Sauveur, Lille Počet diváků: 1 000 Rozhodčí: Ingus Baumanis (LAT), Fabiana Martinescu (ROU), Gintaras Vitkauskas (LTU) |
| 20. června 2013 14:00 | Report | Tetemondová 7                                  | Dosk.   | 3 hráči 5           |  | Palais des sports Saint-Sauveur, Lille Počet diváků: 1 000 Rozhodčí: Ingus Baumanis (LAT), Fabiana Martinescu (ROU), Gintaras Vitkauskas (LTU) |
| 20. června 2013 14:00 | Report | Baburová, Vynuchalova 2                        | Asist.  | Xargay, Valdemoro 4 |  | Palais des sports Saint-Sauveur, Lille Počet diváků: 1 000 Rozhodčí: Ingus Baumanis (LAT), Fabiana Martinescu (ROU), Gintaras Vitkauskas (LTU) |

| 20. června 2013 16:30 | Report | Švédsko                                         | 69 – 58 | Černá Hora        |  | Palais des sports Saint-Sauveur, Lille Počet diváků: 502 Rozhodčí: Aleksandar Glišič (SRB), Ilona Kučerová (CZE), Maka Kupatadze (GEO) |
| 20. června 2013 16:30 | Report | Skóre po čtvrtinách: 22:15, 16:16, 10:13, 21:14 |         |                   |  | Palais des sports Saint-Sauveur, Lille Počet diváků: 502 Rozhodčí: Aleksandar Glišič (SRB), Ilona Kučerová (CZE), Maka Kupatadze (GEO) |
| 20. června 2013 16:30 | Report | F. Eldebrinková 21                              | Body    | Dubljevičová 17   |  | Palais des sports Saint-Sauveur, Lille Počet diváků: 502 Rozhodčí: Aleksandar Glišič (SRB), Ilona Kučerová (CZE), Maka Kupatadze (GEO) |
| 20. června 2013 16:30 | Report | Barthold 8                                      | Dosk.   | Perovanovičová 14 |  | Palais des sports Saint-Sauveur, Lille Počet diváků: 502 Rozhodčí: Aleksandar Glišič (SRB), Ilona Kučerová (CZE), Maka Kupatadze (GEO) |
| 20. června 2013 16:30 | Report | E. Eldebrinková 5                               | Asist.  | Škerovičová 3     |  | Palais des sports Saint-Sauveur, Lille Počet diváků: 502 Rozhodčí: Aleksandar Glišič (SRB), Ilona Kučerová (CZE), Maka Kupatadze (GEO) |

| 20. června 2013 20:00 | Report | Itálie                                         | 46 – 66 | Turecko            |  | Palais des sports Saint-Sauveur, Lille Počet diváků: 1 250 Rozhodčí: Nicolas Maestre (FRA), Antonis Demetriou (CYP), Tomislav Hordov (CRO) |
| 20. června 2013 20:00 | Report | Skóre po čtvrtinách: 16:20, 13:14, 2:17, 15:15 |         |                    |  | Palais des sports Saint-Sauveur, Lille Počet diváků: 1 250 Rozhodčí: Nicolas Maestre (FRA), Antonis Demetriou (CYP), Tomislav Hordov (CRO) |
| 20. června 2013 20:00 | Report | Sottana 11                                     | Body    | Dalgalar 10        |  | Palais des sports Saint-Sauveur, Lille Počet diváků: 1 250 Rozhodčí: Nicolas Maestre (FRA), Antonis Demetriou (CYP), Tomislav Hordov (CRO) |
| 20. června 2013 20:00 | Report | Cinili, Formica 5                              | Dosk.   | Çağlar 12          |  | Palais des sports Saint-Sauveur, Lille Počet diváků: 1 250 Rozhodčí: Nicolas Maestre (FRA), Antonis Demetriou (CYP), Tomislav Hordov (CRO) |
| 20. června 2013 20:00 | Report | Masciadri, Zanoni 2                            | Asist.  | Palazoğlu, Alben 4 |  | Palais des sports Saint-Sauveur, Lille Počet diváků: 1 250 Rozhodčí: Nicolas Maestre (FRA), Antonis Demetriou (CYP), Tomislav Hordov (CRO) |

| 22. června 2013 14:00 | Report | Itálie                                        | 58 – 47 | Slovensko    |  | Palais des sports Saint-Sauveur, Lille Počet diváků: 1 200 Rozhodčí: Jasmina Juráš (SRB), Ilona Kučerová (CZE), Maka Kupatadze (GEO) |
| 22. června 2013 14:00 | Report | Skóre po čtvrtinách: 12:10, 8:10, 20:9, 18:18 |         |              |  | Palais des sports Saint-Sauveur, Lille Počet diváků: 1 200 Rozhodčí: Jasmina Juráš (SRB), Ilona Kučerová (CZE), Maka Kupatadze (GEO) |
| 22. června 2013 14:00 | Report | Sottana 22                                    | Body    | Kupčíková 12 |  | Palais des sports Saint-Sauveur, Lille Počet diváků: 1 200 Rozhodčí: Jasmina Juráš (SRB), Ilona Kučerová (CZE), Maka Kupatadze (GEO) |
| 22. června 2013 14:00 | Report | Ress 9                                        | Dosk.   | Kupčíková 9  |  | Palais des sports Saint-Sauveur, Lille Počet diváků: 1 200 Rozhodčí: Jasmina Juráš (SRB), Ilona Kučerová (CZE), Maka Kupatadze (GEO) |
| 22. června 2013 14:00 | Report | Gatti 4                                       | Asist.  | Sujová 4     |  | Palais des sports Saint-Sauveur, Lille Počet diváků: 1 200 Rozhodčí: Jasmina Juráš (SRB), Ilona Kučerová (CZE), Maka Kupatadze (GEO) |

| 22. června 2013 16:30 | Report | Turecko                                         | 72 – 51 | Švédsko            |  | Palais des sports Saint-Sauveur, Lille Počet diváků: 1 021 Rozhodčí: Haydn Jones (WAL), Ingus Baumanis (LAT), Gintaras Vitkauskas (LTU) |
| 22. června 2013 16:30 | Report | Skóre po čtvrtinách: 17:16, 14:10, 24:11, 17:14 |         |                    |  | Palais des sports Saint-Sauveur, Lille Počet diváků: 1 021 Rozhodčí: Haydn Jones (WAL), Ingus Baumanis (LAT), Gintaras Vitkauskas (LTU) |
| 22. června 2013 16:30 | Report | Alben 15                                        | Body    | F. Eldebrinková 15 |  | Palais des sports Saint-Sauveur, Lille Počet diváků: 1 021 Rozhodčí: Haydn Jones (WAL), Ingus Baumanis (LAT), Gintaras Vitkauskas (LTU) |
| 22. června 2013 16:30 | Report | Çağlar 7                                        | Dosk.   | E. Eldebrinková 8  |  | Palais des sports Saint-Sauveur, Lille Počet diváků: 1 021 Rozhodčí: Haydn Jones (WAL), Ingus Baumanis (LAT), Gintaras Vitkauskas (LTU) |
| 22. června 2013 16:30 | Report | Vardarlı 5                                      | Asist.  | E. Eldebrinková 6  |  | Palais des sports Saint-Sauveur, Lille Počet diváků: 1 021 Rozhodčí: Haydn Jones (WAL), Ingus Baumanis (LAT), Gintaras Vitkauskas (LTU) |

| 22. června 2013 20:00 | Report | Černá Hora                                      | 50 – 66 | Španělsko  |  | Palais des sports Saint-Sauveur, Lille Počet diváků: 1 650 Rozhodčí: Carole Delauné (FRA), Nikolaos Somos (GRE), Tomislav Hordov (CRO) |
| 22. června 2013 20:00 | Report | Skóre po čtvrtinách: 10:18, 17:16, 11:17, 12:15 |         |            |  | Palais des sports Saint-Sauveur, Lille Počet diváků: 1 650 Rozhodčí: Carole Delauné (FRA), Nikolaos Somos (GRE), Tomislav Hordov (CRO) |
| 22. června 2013 20:00 | Report | Perovanović 19                                  | Body    | Lyttle 21  |  | Palais des sports Saint-Sauveur, Lille Počet diváků: 1 650 Rozhodčí: Carole Delauné (FRA), Nikolaos Somos (GRE), Tomislav Hordov (CRO) |
| 22. června 2013 20:00 | Report | DeForge 6                                       | Dosk.   | Lyttle 11  |  | Palais des sports Saint-Sauveur, Lille Počet diváků: 1 650 Rozhodčí: Carole Delauné (FRA), Nikolaos Somos (GRE), Tomislav Hordov (CRO) |
| 22. června 2013 20:00 | Report | Dubljević 5                                     | Asist.  | Palauová 6 |  | Palais des sports Saint-Sauveur, Lille Počet diváků: 1 650 Rozhodčí: Carole Delauné (FRA), Nikolaos Somos (GRE), Tomislav Hordov (CRO) |

| 24. června 2013 14:00 | Report | Černá Hora                                    | 60 – 66 | Itálie       |  | Palais des sports Saint-Sauveur, Lille Počet diváků: 1 100 Rozhodčí: Haydn Jones (WAL), Nikolaos Somos (GRE), Antonis Demetriou (CYP) |
| 24. června 2013 14:00 | Report | Skóre po čtvrtinách: 22:23, 23:11, 9:22, 6:10 |         |              |  | Palais des sports Saint-Sauveur, Lille Počet diváků: 1 100 Rozhodčí: Haydn Jones (WAL), Nikolaos Somos (GRE), Antonis Demetriou (CYP) |
| 24. června 2013 14:00 | Report | Dubljevičová 20                               | Body    | Masciadri 15 |  | Palais des sports Saint-Sauveur, Lille Počet diváků: 1 100 Rozhodčí: Haydn Jones (WAL), Nikolaos Somos (GRE), Antonis Demetriou (CYP) |
| 24. června 2013 14:00 | Report | Dubljevičová 14                               | Dosk.   | Ress 12      |  | Palais des sports Saint-Sauveur, Lille Počet diváků: 1 100 Rozhodčí: Haydn Jones (WAL), Nikolaos Somos (GRE), Antonis Demetriou (CYP) |
| 24. června 2013 14:00 | Report | Dubljevičová 4                                | Asist.  | Sottana 6    |  | Palais des sports Saint-Sauveur, Lille Počet diváků: 1 100 Rozhodčí: Haydn Jones (WAL), Nikolaos Somos (GRE), Antonis Demetriou (CYP) |

| 24. června 2013 16:30 | Report | Švédsko                                        | 75 – 72 | Slovensko             |  | Palais des sports Saint-Sauveur, Lille Počet diváků: 1 402 Rozhodčí: Jasmina Jurášová (SRB), Aliaksandr Syrytsa (BLR), Tomislav Hordov (CRO) |
| 24. června 2013 16:30 | Report | Skóre po čtvrtinách: 24:11, 22:25, 9:14, 20:22 |         |                       |  | Palais des sports Saint-Sauveur, Lille Počet diváků: 1 402 Rozhodčí: Jasmina Jurášová (SRB), Aliaksandr Syrytsa (BLR), Tomislav Hordov (CRO) |
| 24. června 2013 16:30 | Report | Egnell, F. Eldebrinková 17                     | Body    | Kupčíková 15          |  | Palais des sports Saint-Sauveur, Lille Počet diváků: 1 402 Rozhodčí: Jasmina Jurášová (SRB), Aliaksandr Syrytsa (BLR), Tomislav Hordov (CRO) |
| 24. června 2013 16:30 | Report | Barthold 7                                     | Dosk.   | Vynuchalova 10        |  | Palais des sports Saint-Sauveur, Lille Počet diváků: 1 402 Rozhodčí: Jasmina Jurášová (SRB), Aliaksandr Syrytsa (BLR), Tomislav Hordov (CRO) |
| 24. června 2013 16:30 | Report | F. Eldebrinková 4                              | Asist.  | Kubatová, Kupčíková 3 |  | Palais des sports Saint-Sauveur, Lille Počet diváků: 1 402 Rozhodčí: Jasmina Jurášová (SRB), Aliaksandr Syrytsa (BLR), Tomislav Hordov (CRO) |

| 24. června 2013 20:00 | Report | Španělsko                                      | 61 – 48 | Turecko                   |  | Palais des sports Saint-Sauveur, Lille Počet diváků: 1 650 Rozhodčí: Aleksandar Glisic (SRB), Nicolas Maestre (FRA), Fabiana Martinescu (ROU) |
| 24. června 2013 20:00 | Report | Skóre po čtvrtinách: 15:10, 17:7, 11:21, 18:10 |         |                           |  | Palais des sports Saint-Sauveur, Lille Počet diváků: 1 650 Rozhodčí: Aleksandar Glisic (SRB), Nicolas Maestre (FRA), Fabiana Martinescu (ROU) |
| 24. června 2013 20:00 | Report | Lyttle 18                                      | Body    | 4 hráči 8                 |  | Palais des sports Saint-Sauveur, Lille Počet diváků: 1 650 Rozhodčí: Aleksandar Glisic (SRB), Nicolas Maestre (FRA), Fabiana Martinescu (ROU) |
| 24. června 2013 20:00 | Report | Lyttle 13                                      | Dosk.   | Vardarlı, Hollingsworth 8 |  | Palais des sports Saint-Sauveur, Lille Počet diváků: 1 650 Rozhodčí: Aleksandar Glisic (SRB), Nicolas Maestre (FRA), Fabiana Martinescu (ROU) |
| 24. června 2013 20:00 | Report | Dominguez 3                                    | Asist.  | Vardarlı 4                |  | Palais des sports Saint-Sauveur, Lille Počet diváků: 1 650 Rozhodčí: Aleksandar Glisic (SRB), Nicolas Maestre (FRA), Fabiana Martinescu (ROU) |

#### Skupina B
|    |                | FRA    | SER    | BLR    | CZE    | GBR    | CRO    | V | P | Skóre   | B  |
| 1. | Francie        | ***    | 76:32* | 58:50  | 64:49  | 79:47* | 78:70  | 5 | 0 | 355:248 | 10 |
| 2. | Srbsko         | 32:76* | ***    | 54:48  | 75:59  | 68:76* | 77:64  | 3 | 2 | 306:323 | 8  |
| 3. | Bělorusko      | 50:58  | 48:54  | ***    | 60:39* | 71:61  | 57:43* | 3 | 2 | 286:255 | 8  |
| 4. | Česko          | 49:64  | 59:75  | 39:60* | ***    | 66:55  | 74:68* | 2 | 3 | 287:322 | 7  |
| 5. | Velká Británie | 47:79* | 76:68* | 61:71  | 55:66  | ***    | 85:79  | 2 | 3 | 324:363 | 7  |
| 6. | Chorvatsko     | 70:78  | 64:77  | 43:57* | 68:74* | 79:85  | ***    | 0 | 5 | 324:371 | 5  |

- S hvězdičkou = zápasy započítané ze základní skupiny.

| 19. června 2013 14:00 | Report | Česko                                           | 66 – 55 | Velká Británie     |  | Vendéspace, Mouilleron-le-Captif Počet diváků: 2 000 Rozhodčí: Saverio Lanzarini (ITA), Moritz Reiter (GER), Ilya Putěnko (RUS) |
| 19. června 2013 14:00 | Report | Skóre po čtvrtinách: 17:13, 15:10, 15:13, 19:19 |         |                    |  | Vendéspace, Mouilleron-le-Captif Počet diváků: 2 000 Rozhodčí: Saverio Lanzarini (ITA), Moritz Reiter (GER), Ilya Putěnko (RUS) |
| 19. června 2013 14:00 | Report | Zrůstová 20                                     | Body    | Leedham 20         |  | Vendéspace, Mouilleron-le-Captif Počet diváků: 2 000 Rozhodčí: Saverio Lanzarini (ITA), Moritz Reiter (GER), Ilya Putěnko (RUS) |
| 19. června 2013 14:00 | Report | Burgrová 9                                      | Dosk.   | Leedham, Stewart 8 |  | Vendéspace, Mouilleron-le-Captif Počet diváků: 2 000 Rozhodčí: Saverio Lanzarini (ITA), Moritz Reiter (GER), Ilya Putěnko (RUS) |
| 19. června 2013 14:00 | Report | Bortelová 5                                     | Asist.  | Leedham 6          |  | Vendéspace, Mouilleron-le-Captif Počet diváků: 2 000 Rozhodčí: Saverio Lanzarini (ITA), Moritz Reiter (GER), Ilya Putěnko (RUS) |

| 19. června 2013 16:30 | Report | Srbsko                                         | 54 – 48 | Bělorusko      |  | Vendéspace, Mouilleron-le-Captif Počet diváků: 2 000 Rozhodčí: Emilio Perez (ESP), Aare Halliko (EST), Karolina Andersson (FIN) |
| 19. června 2013 16:30 | Report | Skóre po čtvrtinách: 14:9, 10:10, 19:13, 11:16 |         |                |  | Vendéspace, Mouilleron-le-Captif Počet diváků: 2 000 Rozhodčí: Emilio Perez (ESP), Aare Halliko (EST), Karolina Andersson (FIN) |
| 19. června 2013 16:30 | Report | M. Dabovičová, A. Dabovičová 13                | Body    | Verameyenka 12 |  | Vendéspace, Mouilleron-le-Captif Počet diváků: 2 000 Rozhodčí: Emilio Perez (ESP), Aare Halliko (EST), Karolina Andersson (FIN) |
| 19. června 2013 16:30 | Report | Matičová 5                                     | Dosk.   | Leuchanka 16   |  | Vendéspace, Mouilleron-le-Captif Počet diváků: 2 000 Rozhodčí: Emilio Perez (ESP), Aare Halliko (EST), Karolina Andersson (FIN) |
| 19. června 2013 16:30 | Report | A. Dabovičová 5                                | Asist.  | Verameyenka 3  |  | Vendéspace, Mouilleron-le-Captif Počet diváků: 2 000 Rozhodčí: Emilio Perez (ESP), Aare Halliko (EST), Karolina Andersson (FIN) |

| 19. června 2013 20:00 | Report | Chorvatsko                                     | 70 – 78 | Francie                  |  | Vendéspace, Mouilleron-le-Captif Počet diváků: 4 100 Rozhodčí: Borys Shulga (UKR), Anna Cardus (ESP), Özlem Yalman (TUR) |
| 19. června 2013 20:00 | Report | Skóre po čtvrtinách: 10:23, 9:20, 30:22, 21:13 |         |                          |  | Vendéspace, Mouilleron-le-Captif Počet diváků: 4 100 Rozhodčí: Borys Shulga (UKR), Anna Cardus (ESP), Özlem Yalman (TUR) |
| 19. června 2013 20:00 | Report | Lelasová 18                                    | Body    | Lawson-Wade 12           |  | Vendéspace, Mouilleron-le-Captif Počet diváků: 4 100 Rozhodčí: Borys Shulga (UKR), Anna Cardus (ESP), Özlem Yalman (TUR) |
| 19. června 2013 20:00 | Report | Lelasová 9                                     | Dosk.   | Grudaová 8               |  | Vendéspace, Mouilleron-le-Captif Počet diváků: 4 100 Rozhodčí: Borys Shulga (UKR), Anna Cardus (ESP), Özlem Yalman (TUR) |
| 19. června 2013 20:00 | Report | Ivezičová, Mišuraová 3                         | Asist.  | Lawson-Wade, Dumercová 3 |  | Vendéspace, Mouilleron-le-Captif Počet diváků: 4 100 Rozhodčí: Borys Shulga (UKR), Anna Cardus (ESP), Özlem Yalman (TUR) |

| 21. června 2013 14:00 | Report | Chorvatsko                                      | 64 – 77 | Srbsko            |  | Vendéspace, Mouilleron-le-Captif Počet diváků: 2 100 Rozhodčí: Emilio Perez (ESP), Moritz Reiter (GER), Zdenko Zubák (SVK) |
| 21. června 2013 14:00 | Report | Skóre po čtvrtinách: 12:23, 21:21, 18:18, 13:15 |         |                   |  | Vendéspace, Mouilleron-le-Captif Počet diváků: 2 100 Rozhodčí: Emilio Perez (ESP), Moritz Reiter (GER), Zdenko Zubák (SVK) |
| 21. června 2013 14:00 | Report | Vrsaljková 14                                   | Body    | Milovanovičová 19 |  | Vendéspace, Mouilleron-le-Captif Počet diváků: 2 100 Rozhodčí: Emilio Perez (ESP), Moritz Reiter (GER), Zdenko Zubák (SVK) |
| 21. června 2013 14:00 | Report | Lelasová 9                                      | Dosk.   | Radová 9          |  | Vendéspace, Mouilleron-le-Captif Počet diváků: 2 100 Rozhodčí: Emilio Perez (ESP), Moritz Reiter (GER), Zdenko Zubák (SVK) |
| 21. června 2013 14:00 | Report | Jelavičová 5                                    | Asist.  | Dabovičová 5      |  | Vendéspace, Mouilleron-le-Captif Počet diváků: 2 100 Rozhodčí: Emilio Perez (ESP), Moritz Reiter (GER), Zdenko Zubák (SVK) |

| 21. června 2013 16:30 | Report | Velká Británie                                 | 61 – 71 | Bělorusko     |  | Vendéspace, Mouilleron-le-Captif Počet diváků: 2 100 Rozhodčí: Sérgio Silva (POR), Ognjen Jokič (MNE), Özlem Yalman (TUR) |
| 21. června 2013 16:30 | Report | Skóre po čtvrtinách: 15:15, 13:19, 18:9, 15:28 |         |               |  | Vendéspace, Mouilleron-le-Captif Počet diváků: 2 100 Rozhodčí: Sérgio Silva (POR), Ognjen Jokič (MNE), Özlem Yalman (TUR) |
| 21. června 2013 16:30 | Report | Leedham 16                                     | Body    | Snytsina 15   |  | Vendéspace, Mouilleron-le-Captif Počet diváků: 2 100 Rozhodčí: Sérgio Silva (POR), Ognjen Jokič (MNE), Özlem Yalman (TUR) |
| 21. června 2013 16:30 | Report | Handy, Leedham 6                               | Dosk.   | Leuchanka 13  |  | Vendéspace, Mouilleron-le-Captif Počet diváků: 2 100 Rozhodčí: Sérgio Silva (POR), Ognjen Jokič (MNE), Özlem Yalman (TUR) |
| 21. června 2013 16:30 | Report | Butler 4                                       | Asist.  | Verameyenka 3 |  | Vendéspace, Mouilleron-le-Captif Počet diváků: 2 100 Rozhodčí: Sérgio Silva (POR), Ognjen Jokič (MNE), Özlem Yalman (TUR) |

| 21. června 2013 20:00 | Report | Francie                                         | 64 – 49 | Česko        |  | Vendéspace, Mouilleron-le-Captif Počet diváků: 4 000 Rozhodčí: Borys Shulga (UKR), Piotr Pastusiak (POL), Asa Johansson (SWE) |
| 21. června 2013 20:00 | Report | Skóre po čtvrtinách: 17:12, 17:11, 14:11, 16:15 |         |              |  | Vendéspace, Mouilleron-le-Captif Počet diváků: 4 000 Rozhodčí: Borys Shulga (UKR), Piotr Pastusiak (POL), Asa Johansson (SWE) |
| 21. června 2013 20:00 | Report | Grudaová 21                                     | Body    | Kulichová 10 |  | Vendéspace, Mouilleron-le-Captif Počet diváků: 4 000 Rozhodčí: Borys Shulga (UKR), Piotr Pastusiak (POL), Asa Johansson (SWE) |
| 21. června 2013 20:00 | Report | Yacoubou, Grudaová 10                           | Dosk.   | Burgrová 8   |  | Vendéspace, Mouilleron-le-Captif Počet diváků: 4 000 Rozhodčí: Borys Shulga (UKR), Piotr Pastusiak (POL), Asa Johansson (SWE) |
| 21. června 2013 20:00 | Report | Dumercová 4                                     | Asist.  | Bartoňová 5  |  | Vendéspace, Mouilleron-le-Captif Počet diváků: 4 000 Rozhodčí: Borys Shulga (UKR), Piotr Pastusiak (POL), Asa Johansson (SWE) |

| 23. června 2013 14:00 | Report | Česko                                          | 59 – 75 | Srbsko           |  | Vendéspace, Mouilleron-le-Captif Počet diváků: 2 500 Rozhodčí: Anna Cardus (ESP), Sérgio Silva (POR), Ilja Putěnko (RUS) |
| 23. června 2013 14:00 | Report | Skóre po čtvrtinách: 11:15, 4:21, 15:13, 29:26 |         |                  |  | Vendéspace, Mouilleron-le-Captif Počet diváků: 2 500 Rozhodčí: Anna Cardus (ESP), Sérgio Silva (POR), Ilja Putěnko (RUS) |
| 23. června 2013 14:00 | Report | Zrůstová 15                                    | Body    | Dabovičová 17    |  | Vendéspace, Mouilleron-le-Captif Počet diváků: 2 500 Rozhodčí: Anna Cardus (ESP), Sérgio Silva (POR), Ilja Putěnko (RUS) |
| 23. června 2013 14:00 | Report | Kulichová 8                                    | Dosk.   | Milovanovičová 8 |  | Vendéspace, Mouilleron-le-Captif Počet diváků: 2 500 Rozhodčí: Anna Cardus (ESP), Sérgio Silva (POR), Ilja Putěnko (RUS) |
| 23. června 2013 14:00 | Report | 3 hráči 3                                      | Asist.  | Dabovičová 5     |  | Vendéspace, Mouilleron-le-Captif Počet diváků: 2 500 Rozhodčí: Anna Cardus (ESP), Sérgio Silva (POR), Ilja Putěnko (RUS) |

| 23. června 2013 16:30 | Report | Velká Británie                                  | 85 – 79 | Chorvatsko  |  | Vendéspace, Mouilleron-le-Captif Počet diváků: 2 500 Rozhodčí: Saverio Lanzarini (ITA), Ognjen Jokic (MNE), Asa Johansson (SWE) |
| 23. června 2013 16:30 | Report | Skóre po čtvrtinách: 19:13, 25:21, 20:20, 21:25 |         |             |  | Vendéspace, Mouilleron-le-Captif Počet diváků: 2 500 Rozhodčí: Saverio Lanzarini (ITA), Ognjen Jokic (MNE), Asa Johansson (SWE) |
| 23. června 2013 16:30 | Report | Leedham 26                                      | Body    | Lelasová 17 |  | Vendéspace, Mouilleron-le-Captif Počet diváků: 2 500 Rozhodčí: Saverio Lanzarini (ITA), Ognjen Jokic (MNE), Asa Johansson (SWE) |
| 23. června 2013 16:30 | Report | Leedham 9                                       | Dosk.   | Lelasová 15 |  | Vendéspace, Mouilleron-le-Captif Počet diváků: 2 500 Rozhodčí: Saverio Lanzarini (ITA), Ognjen Jokic (MNE), Asa Johansson (SWE) |
| 23. června 2013 16:30 | Report | Leedham 10                                      | Asist.  | Lelasová 5  |  | Vendéspace, Mouilleron-le-Captif Počet diváků: 2 500 Rozhodčí: Saverio Lanzarini (ITA), Ognjen Jokic (MNE), Asa Johansson (SWE) |

| 23. června 2013 20:00 | Report | Bělorusko                                      | 50 – 58 | Francie               |  | Vendéspace, Mouilleron-le-Captif Počet diváků: 4 000 Rozhodčí: Aare Halliko (EST), Karolina Andersson (FIN), Zdenko Zubák (SVK) |
| 23. června 2013 20:00 | Report | Skóre po čtvrtinách: 7:12, 13:14, 14:19, 16:13 |         |                       |  | Vendéspace, Mouilleron-le-Captif Počet diváků: 4 000 Rozhodčí: Aare Halliko (EST), Karolina Andersson (FIN), Zdenko Zubák (SVK) |
| 23. června 2013 20:00 | Report | Snytsina 16                                    | Body    | Grudaová 18           |  | Vendéspace, Mouilleron-le-Captif Počet diváků: 4 000 Rozhodčí: Aare Halliko (EST), Karolina Andersson (FIN), Zdenko Zubák (SVK) |
| 23. června 2013 20:00 | Report | Likhtarovich 7                                 | Dosk.   | Dumercová , Ndongue 5 |  | Vendéspace, Mouilleron-le-Captif Počet diváků: 4 000 Rozhodčí: Aare Halliko (EST), Karolina Andersson (FIN), Zdenko Zubák (SVK) |
| 23. června 2013 20:00 | Report | Snytsina 4                                     | Asist.  | Lawson-Wade, Gomis 4  |  | Vendéspace, Mouilleron-le-Captif Počet diváků: 4 000 Rozhodčí: Aare Halliko (EST), Karolina Andersson (FIN), Zdenko Zubák (SVK) |

### Play off

#### Čtvrtfinále
| 26. června 2013 17:00 | Report | Srbsko                                          | 85 – 79 | Itálie         |  | Pévèle Arena, Orchies Počet diváků: 1 440 Rozhodčí: Haydn Jones (WAL), Carole Delauné (FRA), Moritz Reiter (GER) |
| 26. června 2013 17:00 | Report | Skóre po čtvrtinách: 23:26, 15:16, 23:23, 21:14 |         |                |  | Pévèle Arena, Orchies Počet diváků: 1 440 Rozhodčí: Haydn Jones (WAL), Carole Delauné (FRA), Moritz Reiter (GER) |
| 26. června 2013 17:00 | Report | Milovanovičová 21                               | Body    | Sottana 22     |  | Pévèle Arena, Orchies Počet diváků: 1 440 Rozhodčí: Haydn Jones (WAL), Carole Delauné (FRA), Moritz Reiter (GER) |
| 26. června 2013 17:00 | Report | Radová, Milovanovičová 7                        | Dosk.   | Ress 7         |  | Pévèle Arena, Orchies Počet diváků: 1 440 Rozhodčí: Haydn Jones (WAL), Carole Delauné (FRA), Moritz Reiter (GER) |
| 26. června 2013 17:00 | Report | A. Dabovičová 3                                 | Asist.  | Gatti, Dotto 5 |  | Pévèle Arena, Orchies Počet diváků: 1 440 Rozhodčí: Haydn Jones (WAL), Carole Delauné (FRA), Moritz Reiter (GER) |

| 26. června 2013 20:00 | Report | Španělsko                                       | 75 – 58 | Česko        |  | Pévèle Arena, Orchies Počet diváků: 2 502 Rozhodčí: Ingus Baumanis (LAT), Fabiana Martinescu (ROU), Aare Halliko (EST) |
| 26. června 2013 20:00 | Report | Skóre po čtvrtinách: 25:15, 16:20, 13:11, 21:12 |         |              |  | Pévèle Arena, Orchies Počet diváků: 2 502 Rozhodčí: Ingus Baumanis (LAT), Fabiana Martinescu (ROU), Aare Halliko (EST) |
| 26. června 2013 20:00 | Report | Torrensová 29                                   | Body    | Elhotová 13  |  | Pévèle Arena, Orchies Počet diváků: 2 502 Rozhodčí: Ingus Baumanis (LAT), Fabiana Martinescu (ROU), Aare Halliko (EST) |
| 26. června 2013 20:00 | Report | Lyttle 12                                       | Dosk.   | Kulichová 10 |  | Pévèle Arena, Orchies Počet diváků: 2 502 Rozhodčí: Ingus Baumanis (LAT), Fabiana Martinescu (ROU), Aare Halliko (EST) |
| 26. června 2013 20:00 | Report | Xargay 6                                        | Asist.  | Bortelová 6  |  | Pévèle Arena, Orchies Počet diváků: 2 502 Rozhodčí: Ingus Baumanis (LAT), Fabiana Martinescu (ROU), Aare Halliko (EST) |

| 27. června 2013 17:00 | Report | Turecko                                       | 55 – 41 | Bělorusko                 |  | Pévèle Arena, Orchies Počet diváků: 2 802 Rozhodčí: Emilio Perez (ESP), Saverio Lanzarini (ITA), Sérgio Silva (POR) |
| 27. června 2013 17:00 | Report | Skóre po čtvrtinách: 14:10, 17:8, 10:15, 10:4 |         |                           |  | Pévèle Arena, Orchies Počet diváků: 2 802 Rozhodčí: Emilio Perez (ESP), Saverio Lanzarini (ITA), Sérgio Silva (POR) |
| 27. června 2013 17:00 | Report | İvegin 13                                     | Body    | Snytsina 12               |  | Pévèle Arena, Orchies Počet diváků: 2 802 Rozhodčí: Emilio Perez (ESP), Saverio Lanzarini (ITA), Sérgio Silva (POR) |
| 27. června 2013 17:00 | Report | Hollingsworth 9                               | Dosk.   | Verameyenka, Leuchanka 11 |  | Pévèle Arena, Orchies Počet diváků: 2 802 Rozhodčí: Emilio Perez (ESP), Saverio Lanzarini (ITA), Sérgio Silva (POR) |
| 27. června 2013 17:00 | Report | Vardarlı 4                                    | Asist.  | 4 hráči 2                 |  | Pévèle Arena, Orchies Počet diváků: 2 802 Rozhodčí: Emilio Perez (ESP), Saverio Lanzarini (ITA), Sérgio Silva (POR) |

| 27. června 2013 20:00 | Report | Francie                                         | 87 – 83 | Švédsko            |  | Pévèle Arena, Orchies Počet diváků: 5 000 Rozhodčí: Anna Cardus (ESP), Jasmina Juras (SRB), Ilona Kučerová (CZE) |
| 27. června 2013 20:00 | Report | Skóre po čtvrtinách: 21:22, 17:17, 26:24, 23:20 |         |                    |  | Pévèle Arena, Orchies Počet diváků: 5 000 Rozhodčí: Anna Cardus (ESP), Jasmina Juras (SRB), Ilona Kučerová (CZE) |
| 27. června 2013 20:00 | Report | Dumercová 16                                    | Body    | F. Eldebrinková 21 |  | Pévèle Arena, Orchies Počet diváků: 5 000 Rozhodčí: Anna Cardus (ESP), Jasmina Juras (SRB), Ilona Kučerová (CZE) |
| 27. června 2013 20:00 | Report | 3 hráči 3                                       | Dosk.   | Egnell, Barthold 6 |  | Pévèle Arena, Orchies Počet diváků: 5 000 Rozhodčí: Anna Cardus (ESP), Jasmina Juras (SRB), Ilona Kučerová (CZE) |
| 27. června 2013 20:00 | Report | Lawson-Wade 6                                   | Asist.  | E. Eldebrinková 7  |  | Pévèle Arena, Orchies Počet diváků: 5 000 Rozhodčí: Anna Cardus (ESP), Jasmina Juras (SRB), Ilona Kučerová (CZE) |

#### Semifinále
| 28. června 2013 17:00 | Report | Španělsko                                      | 88 – 69 | Srbsko                |  | Pévèle Arena, Orchies Počet diváků: 4 500 Rozhodčí: Aare Halliko (EST), Moritz Reiter (GER), Ilona Kučerová (CZE) |
| 28. června 2013 17:00 | Report | Skóre po čtvrtinách: 19:7, 29:21, 21:14, 19:27 |         |                       |  | Pévèle Arena, Orchies Počet diváků: 4 500 Rozhodčí: Aare Halliko (EST), Moritz Reiter (GER), Ilona Kučerová (CZE) |
| 28. června 2013 17:00 | Report | Lyttle 22                                      | Body    | Butulijová, Radová 15 |  | Pévèle Arena, Orchies Počet diváků: 4 500 Rozhodčí: Aare Halliko (EST), Moritz Reiter (GER), Ilona Kučerová (CZE) |
| 28. června 2013 17:00 | Report | Lyttle 11                                      | Dosk.   | Ajanovičová 7         |  | Pévèle Arena, Orchies Počet diváků: 4 500 Rozhodčí: Aare Halliko (EST), Moritz Reiter (GER), Ilona Kučerová (CZE) |
| 28. června 2013 17:00 | Report | Ouviña 4                                       | Asist.  | Radočajová 7          |  | Pévèle Arena, Orchies Počet diváků: 4 500 Rozhodčí: Aare Halliko (EST), Moritz Reiter (GER), Ilona Kučerová (CZE) |

| 28. června 2013 20:00 | Report | Turecko                                      | 49 – 57 | Francie           |  | Pévèle Arena, Orchies Počet diváků: 5 000 Rozhodčí: Ingus Baumanis (LAT), Ognjen Jokič (MNE), Fabiana Martinescu (ROU) |
| 28. června 2013 20:00 | Report | Skóre po čtvrtinách: 11:22, 12:9, 17:18, 9:8 |         |                   |  | Pévèle Arena, Orchies Počet diváků: 5 000 Rozhodčí: Ingus Baumanis (LAT), Ognjen Jokič (MNE), Fabiana Martinescu (ROU) |
| 28. června 2013 20:00 | Report | Tunçluer 20                                  | Body    | Gomis 11          |  | Pévèle Arena, Orchies Počet diváků: 5 000 Rozhodčí: Ingus Baumanis (LAT), Ognjen Jokič (MNE), Fabiana Martinescu (ROU) |
| 28. června 2013 20:00 | Report | Vardarlı, Yılmaz 7                           | Dosk.   | Miyem, Grudaová 9 |  | Pévèle Arena, Orchies Počet diváků: 5 000 Rozhodčí: Ingus Baumanis (LAT), Ognjen Jokič (MNE), Fabiana Martinescu (ROU) |
| 28. června 2013 20:00 | Report | Alben, İvegin 3                              | Asist.  | Grudaová 6        |  | Pévèle Arena, Orchies Počet diváků: 5 000 Rozhodčí: Ingus Baumanis (LAT), Ognjen Jokič (MNE), Fabiana Martinescu (ROU) |

#### Finále
| 30. června 2013 20:00 | Report | Španělsko                                       | 70 – 69 | Francie     |  | Pévèle Arena, Orchies Počet diváků: 5 500 Rozhodčí: Ingus Baumanis (LAT), Jasmina Jurášová (SRB), Fabiana Martinescu (ROU) |
| 30. června 2013 20:00 | Report | Skóre po čtvrtinách: 21:12, 15:23, 17:20, 17:14 |         |             |  | Pévèle Arena, Orchies Počet diváků: 5 500 Rozhodčí: Ingus Baumanis (LAT), Jasmina Jurášová (SRB), Fabiana Martinescu (ROU) |
| 30. června 2013 20:00 | Report | Torrensová 21                                   | Body    | Grudaová 25 |  | Pévèle Arena, Orchies Počet diváků: 5 500 Rozhodčí: Ingus Baumanis (LAT), Jasmina Jurášová (SRB), Fabiana Martinescu (ROU) |
| 30. června 2013 20:00 | Report | Lyttle 11                                       | Dosk.   | Miyem 7     |  | Pévèle Arena, Orchies Počet diváků: 5 500 Rozhodčí: Ingus Baumanis (LAT), Jasmina Jurášová (SRB), Fabiana Martinescu (ROU) |
| 30. června 2013 20:00 | Report | Torrensová 4                                    | Asist.  | Gomis 4     |  | Pévèle Arena, Orchies Počet diváků: 5 500 Rozhodčí: Ingus Baumanis (LAT), Jasmina Jurášová (SRB), Fabiana Martinescu (ROU) |

#### O 3. místo
| 30. června 2013 17:00 | Report | Srbsko                                          | 71 – 92 | Turecko          |  | Pévèle Arena, Orchies Počet diváků: 5 002 Rozhodčí: Anna Cardus (ESP), Sérgio Silva (POR), Maka Kupatadze (GEO) |
| 30. června 2013 17:00 | Report | Skóre po čtvrtinách: 24:21, 20:22, 12:23, 15:26 |         |                  |  | Pévèle Arena, Orchies Počet diváků: 5 002 Rozhodčí: Anna Cardus (ESP), Sérgio Silva (POR), Maka Kupatadze (GEO) |
| 30. června 2013 17:00 | Report | Milovanović 23                                  | Body    | Yılmaz 19        |  | Pévèle Arena, Orchies Počet diváků: 5 002 Rozhodčí: Anna Cardus (ESP), Sérgio Silva (POR), Maka Kupatadze (GEO) |
| 30. června 2013 17:00 | Report | Krnjić 7                                        | Dosk.   | Hollingsworth 16 |  | Pévèle Arena, Orchies Počet diváků: 5 002 Rozhodčí: Anna Cardus (ESP), Sérgio Silva (POR), Maka Kupatadze (GEO) |
| 30. června 2013 17:00 | Report | Radočaj 5                                       | Asist.  | Vardarlı 5       |  | Pévèle Arena, Orchies Počet diváků: 5 002 Rozhodčí: Anna Cardus (ESP), Sérgio Silva (POR), Maka Kupatadze (GEO) |

#### O 5. - 8. místo
| 27. června 2013 14:00 | Report | Česko                                           | 72 – 68 | Itálie                  |  | Pévèle Arena, Orchies Počet diváků: 500 Rozhodčí: Aleksandar Glisic (SRB), Ognjen Jokic (MNE), Maka Kupatadze (GEO) |
| 27. června 2013 14:00 | Report | Skóre po čtvrtinách: 24:13, 15:21, 13:13, 20:21 |         |                         |  | Pévèle Arena, Orchies Počet diváků: 500 Rozhodčí: Aleksandar Glisic (SRB), Ognjen Jokic (MNE), Maka Kupatadze (GEO) |
| 27. června 2013 14:00 | Report | Elhotová 18                                     | Body    | Giorgia Sottana (16) 16 |  | Pévèle Arena, Orchies Počet diváků: 500 Rozhodčí: Aleksandar Glisic (SRB), Ognjen Jokic (MNE), Maka Kupatadze (GEO) |
| 27. června 2013 14:00 | Report | Burgrová 8                                      | Dosk.   | 3 hráčky 6              |  | Pévèle Arena, Orchies Počet diváků: 500 Rozhodčí: Aleksandar Glisic (SRB), Ognjen Jokic (MNE), Maka Kupatadze (GEO) |
| 27. června 2013 14:00 | Report | Hindrákova 5                                    | Asist.  | Giorgia Sottana 3       |  | Pévèle Arena, Orchies Počet diváků: 500 Rozhodčí: Aleksandar Glisic (SRB), Ognjen Jokic (MNE), Maka Kupatadze (GEO) |

| 28. června 2013 14:00 | Report | Bělorusko                                      | 69 – 48 | Švédsko                             |  | Pévèle Arena, Orchies Počet diváků: 1 102 Rozhodčí: Aleksandar Glisic (SRB), Saverio Lanzarini (ITA), Özlem Yalman (TUR) |
| 28. června 2013 14:00 | Report | Skóre po čtvrtinách: 20:16, 11:8, 16:13, 22:11 |         |                                     |  | Pévèle Arena, Orchies Počet diváků: 1 102 Rozhodčí: Aleksandar Glisic (SRB), Saverio Lanzarini (ITA), Özlem Yalman (TUR) |
| 28. června 2013 14:00 | Report | Anufryienka 17                                 | Body    | F. Eldebrinková, E. Eldebrinková 11 |  | Pévèle Arena, Orchies Počet diváků: 1 102 Rozhodčí: Aleksandar Glisic (SRB), Saverio Lanzarini (ITA), Özlem Yalman (TUR) |
| 28. června 2013 14:00 | Report | Verameyenka 9                                  | Dosk.   | F. Eldebrinková 8                   |  | Pévèle Arena, Orchies Počet diváků: 1 102 Rozhodčí: Aleksandar Glisic (SRB), Saverio Lanzarini (ITA), Özlem Yalman (TUR) |
| 28. června 2013 14:00 | Report | Likhtarovich 5                                 | Asist.  | E. Eldebrinková 5                   |  | Pévèle Arena, Orchies Počet diváků: 1 102 Rozhodčí: Aleksandar Glisic (SRB), Saverio Lanzarini (ITA), Özlem Yalman (TUR) |

#### O 5. místo
| 29. června 2013 20:00 | Report | Česko                                          | 50 – 64 | Bělorusko     |  | Pévèle Arena, Orchies Počet diváků: 2 302 Rozhodčí: Aare Halliko (EST), Haydn Jones (WAL), Ognjen Jokič (MNE) |
| 29. června 2013 20:00 | Report | Skóre po čtvrtinách: 12:20, 7:15, 17:15, 14:14 |         |               |  | Pévèle Arena, Orchies Počet diváků: 2 302 Rozhodčí: Aare Halliko (EST), Haydn Jones (WAL), Ognjen Jokič (MNE) |
| 29. června 2013 20:00 | Report | Zrůstová 13                                    | Body    | Leuchanka 18  |  | Pévèle Arena, Orchies Počet diváků: 2 302 Rozhodčí: Aare Halliko (EST), Haydn Jones (WAL), Ognjen Jokič (MNE) |
| 29. června 2013 20:00 | Report | Hejdová, Hindráková 4                          | Dosk.   | Verameyenka 9 |  | Pévèle Arena, Orchies Počet diváků: 2 302 Rozhodčí: Aare Halliko (EST), Haydn Jones (WAL), Ognjen Jokič (MNE) |
| 29. června 2013 20:00 | Report | Bartoňová 4                                    | Asist.  | Leuchanka 5   |  | Pévèle Arena, Orchies Počet diváků: 2 302 Rozhodčí: Aare Halliko (EST), Haydn Jones (WAL), Ognjen Jokič (MNE) |

#### O 7. místo
| 29. června 2013 17:00 | Report | Itálie                                         | 60 – 77 | Švédsko                            |  | Pévèle Arena, Orchies Počet diváků: 2 550 Rozhodčí: Carole Delauné (FRA), Ilona Kučrová(CZE), Özlem Yalman (TUR) |
| 29. června 2013 17:00 | Report | Skóre po čtvrtinách: 13:24, 25:21, 13:19, 9:13 |         |                                    |  | Pévèle Arena, Orchies Počet diváků: 2 550 Rozhodčí: Carole Delauné (FRA), Ilona Kučrová(CZE), Özlem Yalman (TUR) |
| 29. června 2013 17:00 | Report | Zanoni 11                                      | Body    | Egnell 15                          |  | Pévèle Arena, Orchies Počet diváků: 2 550 Rozhodčí: Carole Delauné (FRA), Ilona Kučrová(CZE), Özlem Yalman (TUR) |
| 29. června 2013 17:00 | Report | Masciadri 10                                   | Dosk.   | Egnell 10                          |  | Pévèle Arena, Orchies Počet diváků: 2 550 Rozhodčí: Carole Delauné (FRA), Ilona Kučrová(CZE), Özlem Yalman (TUR) |
| 29. června 2013 17:00 | Report | Ress, Gatti 2                                  | Asist.  | E. Eldebrinková, F. Eldebrinková 6 |  | Pévèle Arena, Orchies Počet diváků: 2 550 Rozhodčí: Carole Delauné (FRA), Ilona Kučrová(CZE), Özlem Yalman (TUR) |

## Konečné pořadí
| Pořadí           | Tým            | Z | V | P | Skóre   | B  |
| ---------------- | -------------- | - | - | - | ------- | -- |
| Zlatá medaile    | Španělsko      | 9 | 9 | 0 | 661:518 | 18 |
| Stříbrná medaile | Francie        | 9 | 8 | 1 | 630:489 | 17 |
| Bronzová medaile | Turecko        | 9 | 7 | 2 | 592:484 | 16 |
| 4.               | Srbsko         | 9 | 5 | 4 | 593:638 | 14 |
| 5.               | Bělorusko      | 9 | 5 | 4 | 527:480 | 14 |
| 6.               | Česko          | 9 | 4 | 5 | 537:580 | 13 |
| 7.               | Švédsko        | 9 | 4 | 5 | 583:612 | 13 |
| 8.               | Itálie         | 9 | 3 | 6 | 566:613 | 12 |
| 9.               | Velká Británie | 6 | 3 | 3 | 393:419 | 9  |
| 10.              | Černá Hora     | 6 | 2 | 4 | 374:390 | 8  |
| 11.              | Chorvatsko     | 6 | 1 | 5 | 413:448 | 7  |
| 12.              | Slovensko      | 6 | 1 | 5 | 349:424 | 7  |
| 13.              | Rusko          | 3 | 1 | 2 | 201:211 | 4  |
| 14.              | Litva          | 3 | 1 | 2 | 200:226 | 4  |
| 15.              | Lotyšsko       | 3 | 0 | 3 | 151:193 | 3  |
| 16.              | Ukrajina       | 3 | 0 | 3 | 180:225 | 3  |